# 大順 (唐朝)
大順（890年正月—892年正月）是唐昭宗李曄的第二個年號，共計3年。

## 改元
- 龍紀二年——正月一日，改元大順元年。[2][3][4]
- 大順三年——正月二十一日，改元景福元年。[5][6][7]

## 紀年
| 大順 | 元年  | 二年  | 三年  |
| ---- | ----- | ----- | ----- |
| 公元 | 890年 | 891年 | 892年 |
| 干支 | 庚戌  | 辛亥  | 壬子  |

## 同期存在的其他政权年号
- 中國
  - 嵯耶（889年－897年）：南詔—隆舜之年號
- 日本
  - 仁和（885年－889年）：平安時代—光孝天皇、宇多天皇之年號
  - 寬平（889年－898年）：平安時代—宇多天皇、醍醐天皇之年號

## 參看
- 中國年號索引
- 其他使用大順年號的政權